# Phellinus acontextus
Phellinus acontextus är en svampart som beskrevs av Ryvarden 1984. Phellinus acontextus ingår i släktet Phellinus och familjen Hymenochaetaceae.   Inga underarter finns listade i Catalogue of Life.